# 统一民主党 (伯利兹)
统一民主党（英語：United Democratic Party，缩写：UDP），又稱紅黨，是伯利兹的兩大主要政黨之一，現為反对党，立場中間偏右。统一民主党於1974年由伯利茲民族独立党、人民发展运动、自由党和黑人联合发展协会合并组成，主要得到黑人的支持。曾于1984至1989年、1993至1998年、2008至2020年执政。現任领袖為夏恩。